# Élections législatives grecques de 1996
Les élections législatives grecques de 1996 ont eu lieu le 22 septembre 1996 afin d'élire les 300 députés du Parlement grec. La participation est de 76,3 %. Le PASOK mené par Konstantínos Simítis remporte ces élections avec 41,5 % des suffrages soit 162 sièges (-8) et le parti Nouvelle Démocratie arrive en seconde position dirigé par Miltiádis Évert il obtient 38,1 % des suffrages et obtient 108 sièges (-3). Le Parti communiste de Grèce (KKE) d'Aléka Paparíga obtient 5,6 % des voix et obtient 11 députés (+2) et le parti Synaspismós dirigé par Níkos Konstantópoulos obtient 10 sièges (+6) avec 5,1 % des suffrages.

## Résultats
| Parti                    | Parti                                      | Voix      | %     | +/-  | Sièges | +/-           |
| ------------------------ | ------------------------------------------ | --------- | ----- | ---- | ------ | ------------- |
|                          | Mouvement socialiste panhellénique (PASOK) | 2 814 779 | 41,49 | 5,39 | 162    | 8             |
|                          | Nouvelle Démocratie (ND)                   | 2 586 089 | 38,12 | 1,18 | 108    | 3             |
|                          | Parti communiste de Grèce (KKE)            | 380 046   | 5,61  | 1,07 | 11     | 2             |
|                          | Synaspismós (SYN)                          | 347 236   | 5,12  | 2,18 | 10     | 10            |
|                          | Mouvement social-démocrate (DIKKI)         | 300 954   | 4,43  | Nv.  | 9      | Nv.           |
|                          | Printemps politique (POLAN)                | 199 686   | 2,94  | 1,94 | 0      | 10            |
|                          | Union des centristes (EK)                  | 48 659    | 0,72  | 0,49 | 0      | en stagnation |
|                          | Union des écologistes (EI)                 | 19 931    | 0,29  | 0,21 | 0      | en stagnation |
|                          | Parti de l'hellénisme                      | 12 205    | 0,18  |      |        |               |
|                          | Autres                                     | 73 860    | 1,09  | -    | 0      | en stagnation |
|                          |                                            |           |       |      |        |               |
| Suffrages exprimés       | Suffrages exprimés                         | 6 783 445 | 97,15 |      |        |               |
| Votes invalides          | Votes invalides                            | 198 759   | 2,85  |      |        |               |
| Total                    | Total                                      | 6 982 204 | 100   | -    | 300    | en stagnation |
| Abstentions              | Abstentions                                | 2 163 394 | 23,66 |      |        |               |
| Inscrits / participation | Inscrits / participation                   | 9 145 598 | 76,34 |      |        |               |